# 黃玠 (嘉靖進士)
黄玠（1484年—？年），字國信，直隶河间府任丘縣人，明朝政治人物。

## 生平
治《詩經》，行三，由國子生中式正德十四年（1519年）己卯科順天府鄉試第一百九名舉人，年四十歲中式嘉靖二年（1523年）癸未科會試第一百九十三名，第二甲第一百三十八名進士。官至河南府知府。

## 家族
曾祖黄斌。祖父黄節。父黄禮。母张氏。具庆下。兄珏、琇、弟珤、珮、珩、珂、琮、瑞、宗文、宗武。